# 후나자와촌
후나자와촌(船沢村)은 아오모리현 나카쓰가루군에 놓여졌던 촌이다.